# 唐纳德·戴维森
唐纳德·赫伯特·戴维森（1917年3月6日—2003年8月30日）20世纪下半叶美国最为著名和活跃的哲学家之一。他在1987年的文章《Knowing One's Own Mind》中提出了著名的哲学思想实验“沼泽人”。

## 生平
戴维森1917年3月6日生于美国麻省斯普林菲尔德。在早期（包括三年在菲律宾）旅居生活后，戴维森全家于1924年定居于斯塔滕岛。
1935年，依靠纽约哈佛俱乐部提供的一笔奖学金，他开始在哈佛大学学习。在哈佛的头两年，他是英语专业的学生，但此后转向了古典学和比较文学。他在大学阶段的哲学教育来自与A·N·怀海特的接触，哲学助教戴维·普罗尔的接触，也来自于对四门课程综合考试的准备。那时他对哲学的兴趣在于哲学史以及哲学与观念史的关系。
他1939年大学毕业，他得到了哈佛大学古典哲学专业的研究生奖学金。它所修的第一门课是W·V·奎因（Quine）的逻辑学课程。奎因改变了戴维森对哲学的态度。二战爆发后，戴维森加入了海军，在飞机场当导航员。1945年退役后，他于1946年重返哈佛大学，1949年在哈佛大学获得哲学博士学位。
1951年戴维森离开哈佛加盟斯坦福大学教师队伍，任教16年，在斯坦福大学的前十年是戴维森思想急剧发展的时期，尽管发表文章相对较少。20世纪60年代，戴维森发表大量论文，这些论文改变了哲学的图景，并很快成为了分析哲学的主要人物。
1967年戴维森离开斯坦福来到普林斯顿大学任教，并于1968～1969年担任系主任。1970年，他被纽约洛克菲勒大学聘为教授；1976年，他转到芝加哥大学任校级教授。1981年转到加州伯克利分校哲学系任教。

## 工作
戴维森可谓大器晚成，他最为称道的工作起始于1963年。他的最大貢獻在於1987年正式提出「多數疏忽效應」和「第三人效果」。

## 著作
- 《论行动与事件》（Essays on Actions and Events），第二版，牛津，2001
- 《对真理和解释的探讨》，（Inquiries into Truth and Interpretation），第二版，牛津，2001
- 《主观、主观间、客观》，（Subjective, Intersubjective, Objective），牛津，2001
- 《关于合理性的一些问题》，（Problems of Rationality），牛津，2004
- 《真理、语言、历史》，（Truth, Language, and History: Philosophical Essays），牛津，2005